# Soma direta
O conceito de soma direta é recorrente em álgebra, se aplicando a diversas estruturas algébricas, como grupos, anéis e espaços vetoriais. A soma direta é o que, em teoria das categorias, é conhecido por coproduto de estruturas algébricas.

## Soma direta de espaços vetoriais
Sejam {\displaystyle V} e {\displaystyle W} dois espaços vetoriais sobre um corpo {\displaystyle K} tais que {\displaystyle V\cap W=\left\{0\right\}}. O espaço vetorial {\displaystyle V\oplus W,} resultante da soma direta entre {\displaystyle V} e {\displaystyle W,} é definido da seguinte forma:
{\displaystyle V\oplus W=\left\{{\vec {v}}+{\vec {w}}\,|\,{\vec {v}}\in V,{\vec {w}}\in W\right\}}

## Soma direta de grupos abelianos
Dada uma família {\displaystyle {\mathcal {F}}=\{G_{i}\}_{i\in I}} de grupos abelianos, definimos a soma direta de {\displaystyle {\mathcal {F}},} denotada por {\displaystyle \oplus _{i\in I}G_{i},} como sendo o grupo cujos elementos são {\displaystyle I}-uplas {\displaystyle (x_{i})_{i\in I}} cujas entradas são todas nulas, a menos um de um subconjunto finito de índices em {\displaystyle I,} e cuja soma entre {\displaystyle (x_{i})_{i\in I},(y_{i})_{i\in I}\in \oplus _{i\in I}S_{i}} é {\displaystyle (x_{i}+y_{i})_{i\in I}.} Utilizamos aqui a notação aditiva de grupos.

## Soma direta de dois grupos
A soma direta de dois grupos G e H é (pela definição de coproduto) o grupo mais genérico contendo subgrupos isomórficos a G e a H, e em que cada elemento é o produto (finito) de elementos destes subgrupos.
Identificando G e H com os subgrupos da soma direta, temos, por exemplo, que se x for um elemento de G e y um elemento de H, x2y10x-1yx-3 será um elemento da soma direta.
De modo geral, qualquer elemento da soma direta é uma expressão da forma:
{\displaystyle g_{1}^{k_{1}}h_{2}^{k_{2}}g_{3}^{k_{3}}\ldots h_{n}^{k_{n}}}
em que os gs pertencem ao subgrupo isomórfico a G, os hs ao subgrupo isomórfico a H. Esta representação não é única, pois alguns g e h podem ser o elemento neutro da soma direta.